# Santo Antônio do Itambé
Santo Antônio do Itambé is een gemeente in de Braziliaanse deelstaat Minas Gerais. De gemeente telt 4.651 inwoners (schatting 2009).

## Aangrenzende gemeenten
De gemeente grenst aan Materlândia, Sabinópolis, Serra Azul de Minas en Serro.